# San Luis (Agusan del Sur)
San Luis ist eine philippinische Stadtgemeinde in der Provinz Agusan del Sur. Sie hat 32.109 Einwohner (Zensus 1. August 2015).
Seit den 1970er Jahren basiert die Wirtschaft der Stadtgemeinde hauptsächlich auf der holzverarbeitenden Industrie.

## Baranggays
San Luis ist politisch unterteilt in 25 Baranggays.
| - Anislagan - Baylo - Coalicion - Culi - Nuevo Trabajo - Poblacion - Santa Ines - Balit - Binicalan - Cecilia - Dimasalang - Don Alejandro - Don Pedro | - Doña Flavia - Mahagsay - Mahapag - Mahayahay - Muritula - Policarpo - San Isidro - San Pedro - Santa Rita - Santiago - Wegguam - Doña Maxima |